# Antoine Zeghdar
Antoine Zeghdar (22 de maio de 1999) é um jogador de rugby francês, que joga na posição de back.

## Carreira
Antoine Zeghdar começou o rugby no AS Monaco antes de ingressar no Stade Niçois e depois no RC Toulon, onde completou seu treinamento. Com a seleção francesa sub-18, Zeghdar disputou o Europeu de 2017, com o qual conquistou o título de campeão ao final da final vencida contra a Geórgia no estádio Penvillers, em Quimper.
Depois de iniciar sua carreira profissional no RC Toulon, ele jogou no rugby do Oyonnax antes de ser recrutado pelo Castres Olympique. É finalista do campeonato francês no Top 14 2022 contra o Montpellier. Ele foi um dos doze convocados para a seleção nacional para os Jogos Olímpicos de Verão de 2024.